# ناحیه آنتانیفوتسی
ناحیه آنتانیفوتسی (به لاتین: Antanifotsy District) یک منطقهٔ مسکونی در ماداگاسکار است که در واکینانکاراترا واقع شده‌است. ناحیه آنتانیفوتسی ۳٬۴۲۵ کیلومتر مربع مساحت و ۳۵۴٬۹۳۳ نفر جمعیت دارد.